# هيلموت نواك
هيلموت نواك (بالبولندية: Helmut Nowak)‏ هو لاعب كرة قدم بولندي في مركز الهجوم، ولد في 20 يناير 1938 في Szombierki ‏ في بولندا، وتوفي في 23 فبراير 2020. شارك مع منتخب بولندا لكرة القدم. أما مع النوادي، فقد لعب مع ليغيا وارسو.

## وصلات خارجية
- هيلموت نواك على موقع قاعدة بيانات كرة القدم.إي يو (الإنجليزية)
- هيلموت نواك على موقع عالم كرة القدم.نت (الإنجليزية)